# Farvagny

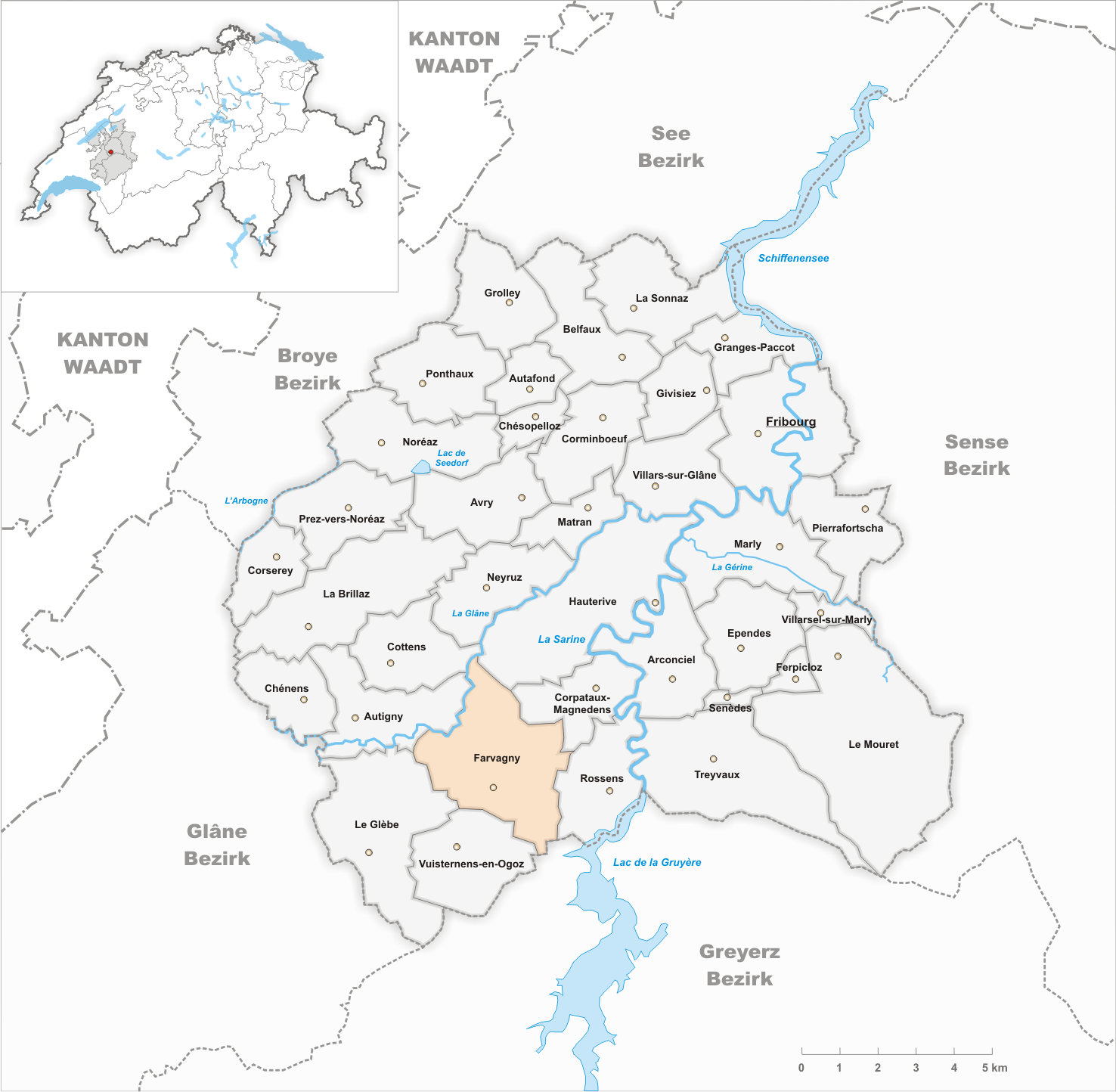
Gemeindestand vor der Fusion am 1. Januar 2016

Farvagny war bis am 31. Dezember 2015 eine politische Gemeinde im District de la Sarine (deutsch: Saanebezirk) des Kantons Freiburg in der Schweiz. Der frühere deutsche Ortsname Favernach wird heute nicht mehr verwendet. Die Gemeinde wurde am 1. Januar 1996 aus dem Zusammenschluss der früheren Gemeinden Farvagny-le-Grand (Freiburger Patois Farvanyi-le-Granⓘ), Farvagny-le-Petit (Freiburger Patois Farvanyi-le-Pitiⓘ), Grenilles und Posat gebildet. Am 1. Januar 2016 fusionierte Farvagny mit den Gemeinden Corpataux-Magnedens, Le Glèbe, Rossens und Vuisternens-en-Ogoz zur neuen Gemeinde Gibloux.

## Geographie
Farvagny liegt auf 701 m ü. M., 12 km südwestlich der Kantonshauptstadt Freiburg (Luftlinie). Das Dorf erstreckt sich in der Talmulde der Longivue am Nordfuss des Gibloux, westlich des Saanegrabens, im Molassehügelland des Freiburger Mittellandes, in der Region Ogoz.
Die Fläche des 10,0 km² grossen ehemaligen Gemeindegebiets umfasst einen Abschnitt des leicht gewellten Molasseplateaus zwischen den Tälern von Glâne im Westen und Saane im Osten. Der zentrale Gemeindeteil wird von der rund 500 bis 700 m breiten flachen Talmulde der Longivue eingenommen, die von Osten nach Westen fliesst, sich unterhalb von Grenilles allmählich in die Molasseschichten einsenkt und schliesslich in die Glâne mündet. Südlich der Longivue reicht der Gemeindeboden über den Hang von Farvagny-le-Grand bis an den Fuss des Hügelzuges des Gibloux und erreicht im Wald Montban mit 800 m ü. M. den höchsten Punkt von Farvagny. Auch das Waldgebiet Gros Dévin im Quellgebiet der Longivue gehört zu Farvagny.
Nördlich der Talsenke der Longivue erstreckt sich der Gemeindebann über den breiten Höhenrücken von Saugy (741 m ü. M.) und die Mulde von Posat bis in das ausgedehnte Waldgebiet Bois Cornard. Die nordwestliche Grenze verläuft im hier tief in das Molasseplateau eingeschnittenen, dicht bewaldeten Tal der Glâne. Von der Gemeindefläche entfielen 1997 11 % auf Siedlungen, 21 % auf Wald und Gehölze, 67 % auf Landwirtschaft, und etwas weniger als 1 % war unproduktives Land.
Farvagny besteht aus den Ortsteilen:
- Farvagny-le-Grand (früher deutsch: Grossfavernach), 701 m ü. M., am Südrand der Mulde der Longivue und am Fuss des Gibloux, 1136 Einwohner (1995), ehemaliges Gemeindegebiet von rund 3,6 km².
- Farvagny-le-Petit (früher deutsch: Kleinfavernach), 700 m ü. M., am Nordrand der Mulde der Longivue und am Fuss der Höhe Saugy, 264 Einwohner (1995), ehemaliges Gemeindegebiet von rund 2,7 km².
- Grenilles, 681 m ü. M., am Hang nördlich der Longivue, 92 Einwohner (1995), ehemaliges Gemeindegebiet von rund 1,9 km².
- Posat, 664 m ü. M., auf dem Plateau östlich des Glânetals, 70 Einwohner (1995), ehemaliges Gemeindegebiet von rund 2,0 km².

Im Weiteren gehören auch verschiedene Einzelhöfe zur ehemaligen Gemeinde. Nachbargemeinden von Farvagny waren Hauterive, Corpataux-Magnedens, Rossens, Pont-en-Ogoz, Vuisternens-en-Ogoz, Le Glèbe, Autigny und Cottens.

## Bevölkerung
Mit 2236 Einwohnern (Stand 31. Dezember 2015) gehörte Farvagny zu den mittelgrossen Gemeinden des Kantons Freiburg. Von den Bewohnern sind 92,1 % französischsprachig, 4,7 % deutschsprachig, und 1,0 % sprechen Portugiesisch (Stand 2000). Die Bevölkerungszahl von Farvagny belief sich 1900 auf 841 Einwohner. Im Verlauf des 20. Jahrhunderts nahm die Bevölkerung bis 1960 um rund 13 % auf 727 Personen ab. Seither wurde wieder ein deutliches Bevölkerungswachstum verbunden mit einer Verdoppelung der Einwohnerzahl innerhalb von 40 Jahren verzeichnet. Die Bevölkerungszunahme in den letzten Jahren konzentriert sich auf die Ortsteile Farvagny-le-Grand und Farvagny-le-Petit, die mittlerweile schon fast zusammengewachsen sind.
Einwohnerzahlen: Volkszählungsdaten    Zahlen inkl. der 1996 eingemeindeten Gemeinden Farvagny-le-Petit, Grenilles, Posat

## Wirtschaft
Farvagny war bis in die zweite Hälfte des 20. Jahrhunderts ein vorwiegend durch die Landwirtschaft geprägtes Dorf. Bis ins 19. Jahrhundert hatte auch die Strohflechterei eine grosse Bedeutung. Während des Zweiten Weltkrieges wurde in der Talsenke der Longivue Torf gestochen. Noch heute haben der Ackerbau, der Obstbau, die Milchwirtschaft und die Viehzucht einen wichtigen Stellenwert in der Erwerbsstruktur der Bevölkerung.
Zahlreiche weitere Arbeitsplätze sind im lokalen Kleingewerbe und im Dienstleistungssektor vorhanden. Seit den 1970er-Jahren hat sich Farvagny dank der guten Verkehrsanbindung zu einem Regionalzentrum entwickelt. Verschiedene kleinere und mittlere Unternehmen liessen sich seither im Dorf nieder. Heute sind die Branchen Bau- und Transportgewerbe, Telekommunikation, feinmechanische Werkstätten, Herstellung von Pumpen und Holzverarbeitung vertreten. Farvagny-le-Grand ist seit 1991 Standort eines Einkaufszentrums und eines Alters- und Pflegeheims. In der Umgebung von Farvagny werden mehrere Kiesgruben ausgebeutet.
In den letzten Jahrzehnten hat sich das Dorf auch zu einer Wohngemeinde entwickelt. Viele Erwerbstätige sind deshalb Wegpendler, die hauptsächlich in der Region Freiburg arbeiten.

## Verkehr
Die ehemalige Gemeinde ist verkehrsmässig gut erschlossen. Sie liegt nur wenig westlich der Hauptstrasse von Freiburg nach Bulle. Der nächste Anschluss an die Autobahn A12 (Bern-Vevey), die 1979 eröffnet wurde und das Gemeindegebiet im Osten durchquert, befindet sich rund 2 km vom Ortskern entfernt.
Durch die Buslinie der Transports publics Fribourgeois, die von Freiburg nach Bulle führt, sind Farvagny-le-Grand und Farvagny-le-Petit an das Netz des öffentlichen Verkehrs angebunden. Farvagny-le-Grand wird im Weiteren von den Buslinien bedient, die von Freiburg nach Rueyres-Saint-Laurent und von Cottens nach Farvagny fahren. Von 1916 bis 1932 bediente ausserdem die Gleislose Bahn Freiburg–Farvagny (ein früher Trolleybusbetrieb) beide Ortsteile mit je einer Station.

## Geschichte

Luftbild (1949)

Die erste urkundliche Erwähnung des Ortes erfolgte 1082 unter dem Namen Faverneis. Später erschienen die Bezeichnungen Fauarniaco, Fauarniei, Fauernie im 12. Jahrhundert, Fauerni (1177), Favernie (1228), Favarnye (1285), Fauarnier (1342), Fauarnye (1445) und Faruagnie (1668). Als deutsche Versionen sind Fauernachen (1555) und Fauernach (1578) überliefert. Der Ortsname geht auf den gallorömischen Personennamen Fabrinius zurück.

Altes Wappen von Farvagny-le-Grand

Seit dem Mittelalter gehörte Farvagny zur Herrschaft Pont, die 1250 unter den Einflussbereich der Grafen von Savoyen gelangte. Schon vor der ersten Nennung war Farvagny eine Pfarrei. Die Chorherren vom Grossen Sankt Bernhard gründeten 1228 im Ort ein Priorat.

Altes Wappen von Farvagny-le-Petit

Durch Kauf kam Farvagny 1483 zusammen mit der Herrschaft Pont unter die Herrschaft von Freiburg. Dieses wandelte die Herrschaft in die Vogtei Pont-Farvagny um. Als das Schloss Pont zu Beginn des 17. Jahrhunderts verfiel, wurde Farvagny 1617 der neue Hauptort der Vogtei. Die Vögte residierten von nun an im ehemaligen Gerichtsgebäude von Farvagny-le-Grand, das zum Schloss umgebaut wurde. Im 17. Jahrhundert erhielten die Bürger von Farvagny von der Stadt Freiburg gewisse Freiheiten zugesprochen.
Nach dem Einmarsch der französischen Truppen im Jahr 1798, welcher das Ende des Ancien Régime einleitete, blieben der Vogt und die Dorfbewohner bis zur Kapitulation der Stadt Freiburg treu. Während der Helvetik gehörte Farvagny zum Bezirk Romont. 1803 wurde es zum Hauptort des Bezirkes Farvagny erhoben, bevor es 1848 mit der neuen Kantonsverfassung in den Saanebezirk eingegliedert wurde.
Im Jahr 1995 entschieden sich die Bewohner von Farvagny-le-Grand, Farvagny-le-Petit, Grenilles und Posat für das Zusammengehen ihrer Gemeinden. Damit kam es zur ersten grossen Gemeindefusion im Kanton Freiburg, die auf den 1. Januar 1996 rechtskräftig wurde; die neue Gemeinde erhielt den Namen Farvagny. Gleichzeitig wurde für die Gesamtgemeinde ein neues Wappen eingeführt.

## Sehenswürdigkeiten
Die Pfarrkirche Saint-Vincent wurde von 1888 bis 1892 an der Stelle eines hochmittelalterlichen Vorgängerbaus errichtet. Sie zeigt neugotische Stilformen, einen hohen Glockenturm und eine reiche Innenausstattung aus der Erbauungszeit. Nahe der Kirche steht das Schloss, ein ehemaliges Gerichtsgebäude, das 1617–25 von Freiburg zum Wohnsitz der Vögte ausgebaut wurde. Es besitzt einen runden Treppenturm sowie ein Portal mit Wappen von 1617. Die Kapelle Saint-Claude in Farvagny-le-Petit erhielt ihre heutige Gestalt beim Neubau 1709. In den verschiedenen Ortsteilen der Gemeinde Farvagny sind einige charakteristische Bauernhäuser aus dem 17. bis 19. Jahrhundert erhalten.

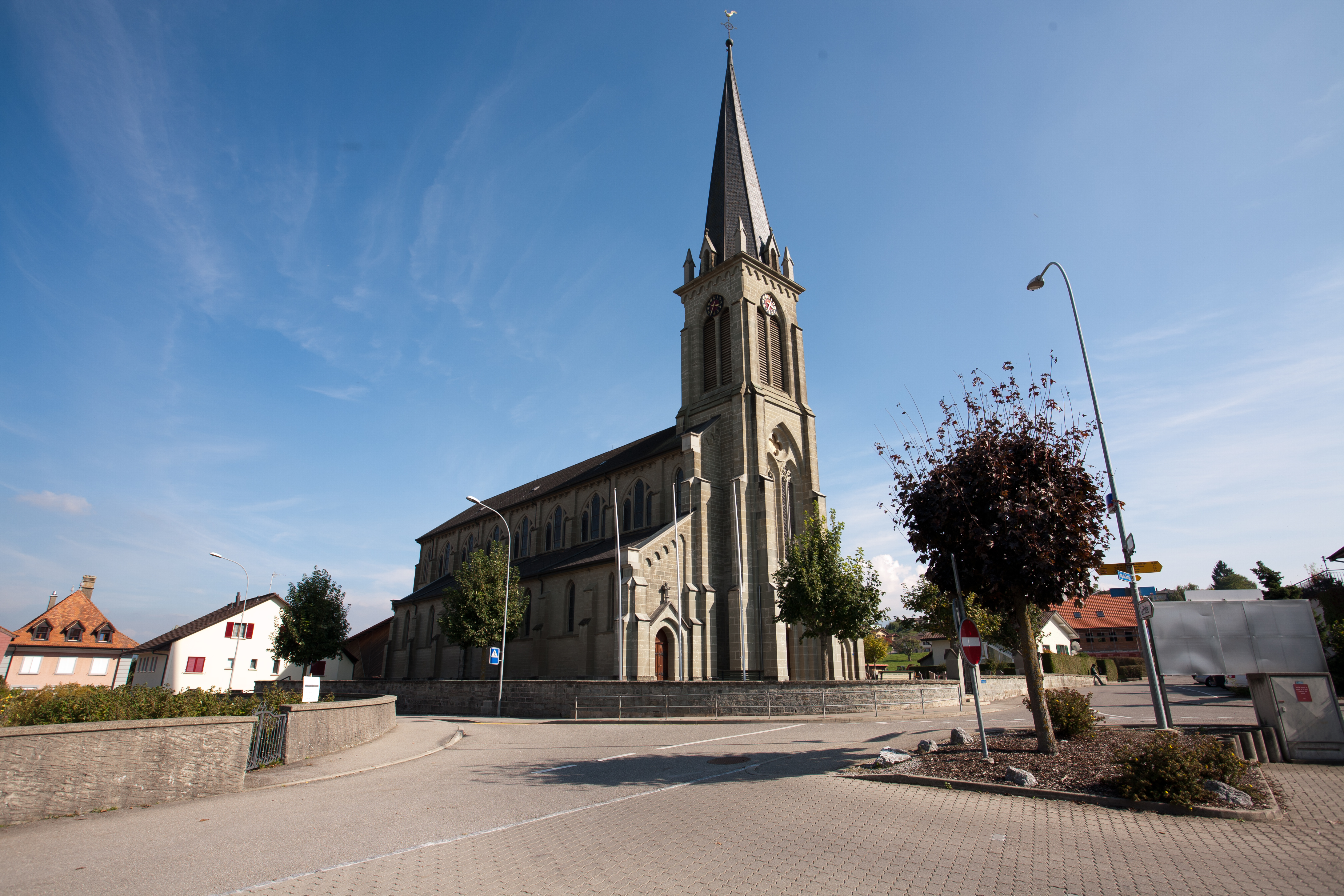
Pfarrkirche Saint-Vincent
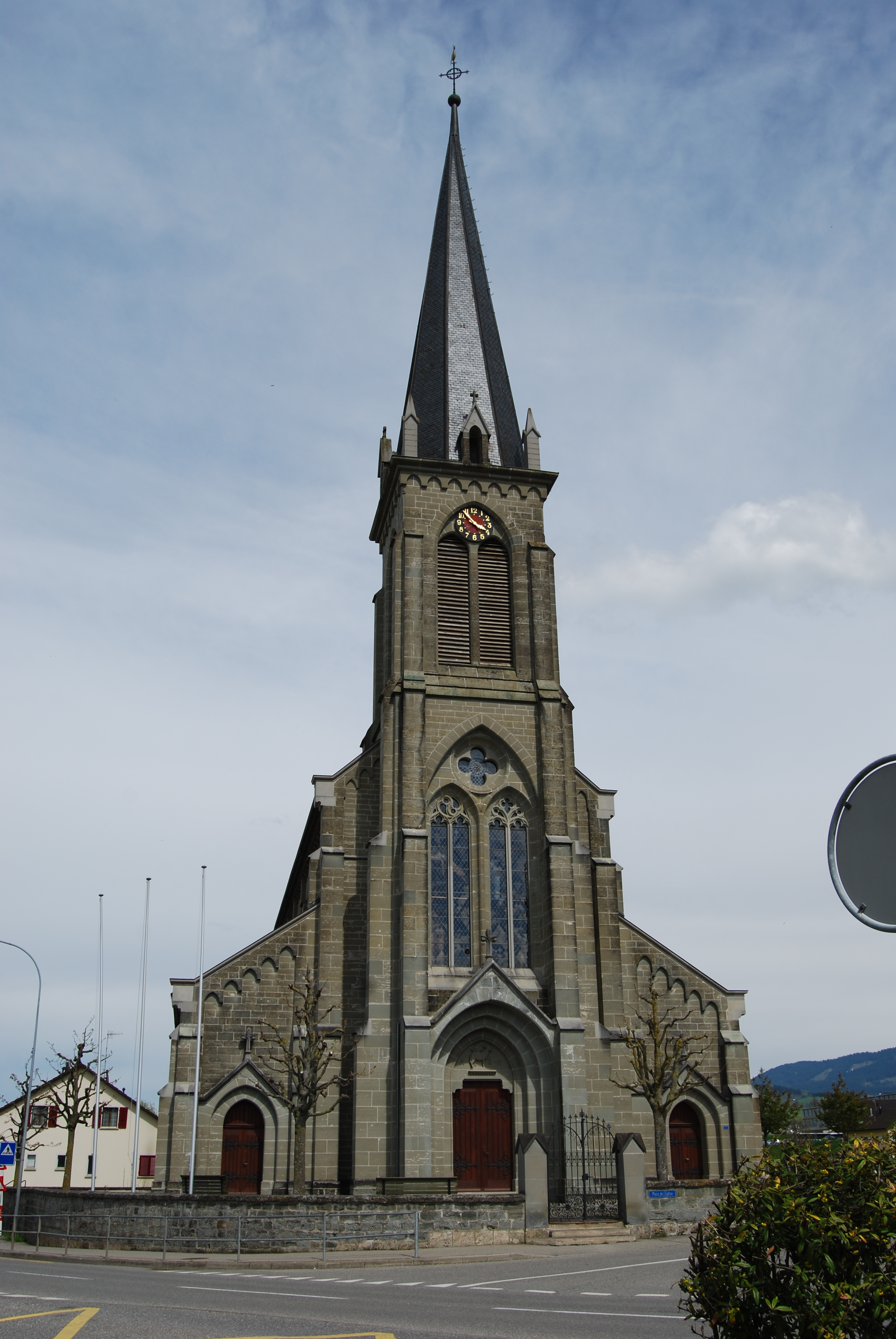
Pfarrkirche von vorne
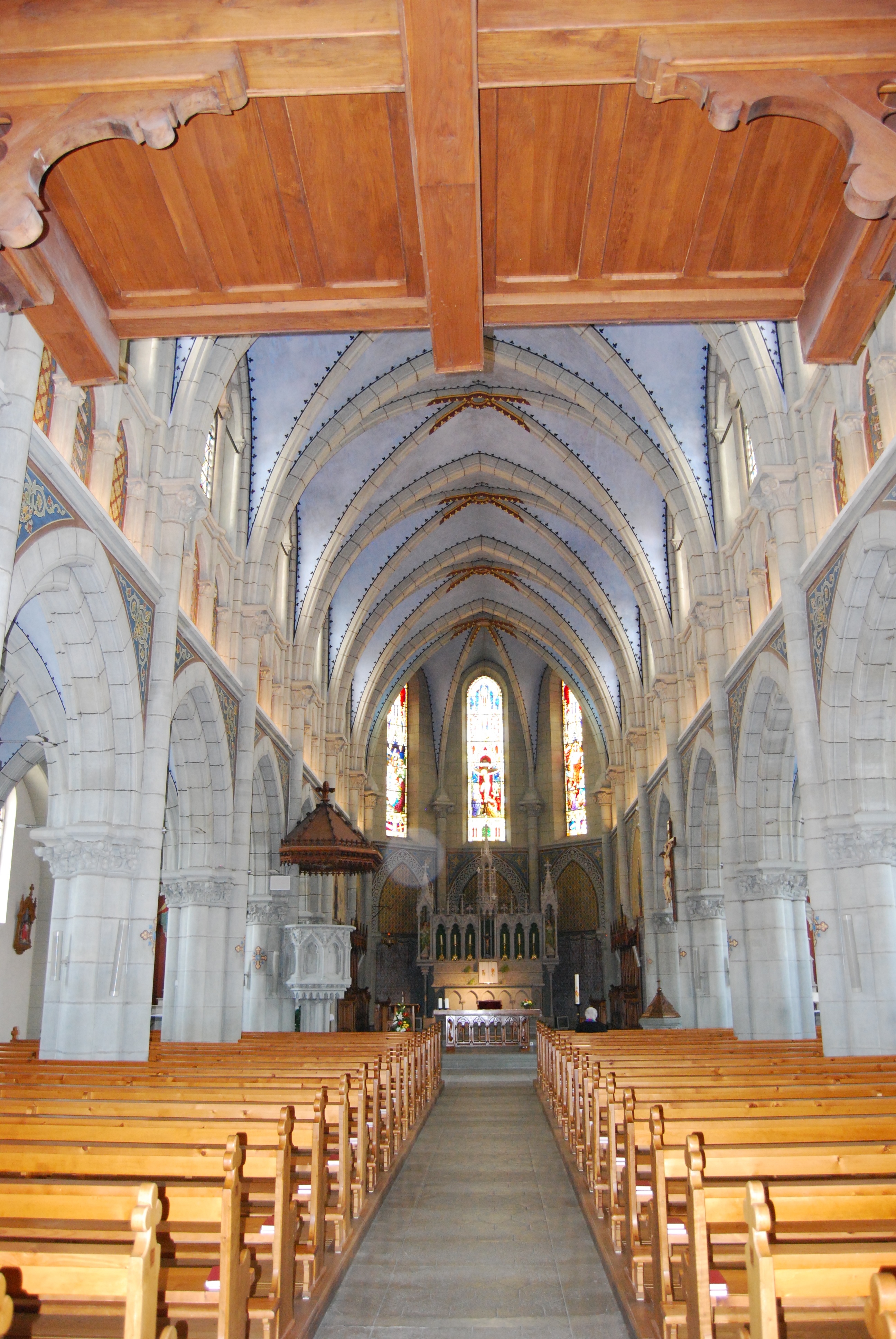
Innenansicht der Kirche
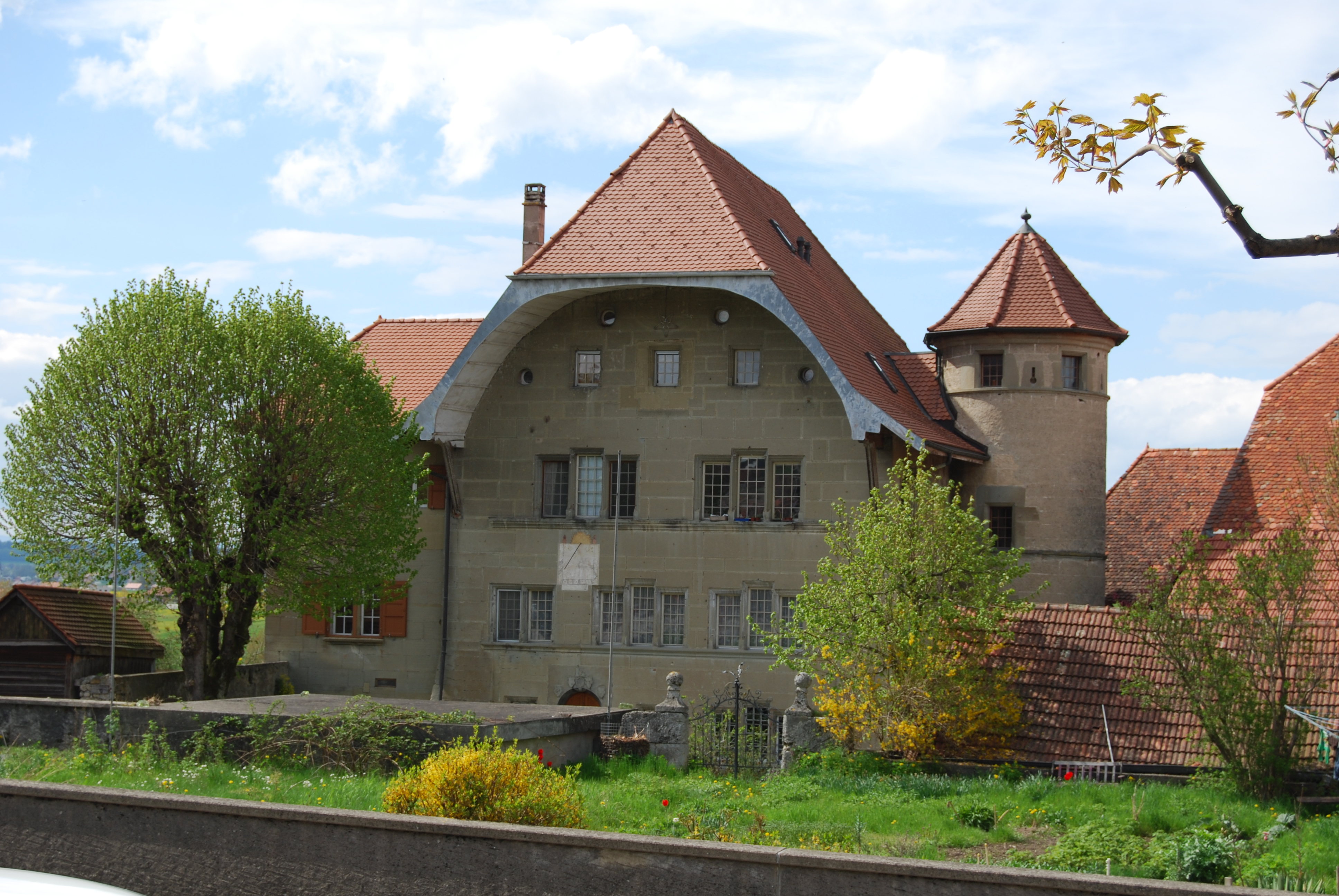
Schloss Farvagny